# Emil Mörcke
Bror Birger Emil Mörcke, född 12 juni 1861 i Öglunda församling, Skaraborgs län, död 12 oktober 1951 i Varbergs församling, Hallands län, var en svensk militär, generallöjtnant och politiker. Han var konsultativt statsråd 1914 samt krigsminister 1914–1917.

## Biografi
Mörcke började sin officerskarriär som underlöjtnant vid Västgöta regemente 1879, löjtnant där 1888 samt kapten där 1896. Han blev major vid generalstaben 1903, överstelöjtnant vid generalstaben 1906 samt överste och chef för Hallands regemente 1909. Han blev konsultativt statsråd i Hammarskjölds ministär 16 februari 1914 och chef för Lantförsvarsdepartementet 15 augusti samma år, och 1916 utnämndes Mörcke till generalmajor i armén. Han blev kvar på posten som krigsminister tills regeringen avgick den 30 mars 1917. Samma dag blev han chef för 1. arméfördelningen. År 1923 blev han generallöjtnant och tog avsked ur armén 1926.
Mörcke var 1910–1912 ledamot av kommissionen för omorganisation av Gymnastiska centralinstitutet och 1913–1914 ledamot av Lagrådet. Som krigsminister verkade Mörcke nitiskt och framgångsrikt såväl för antagandet av 1914 års härordning som för höjandet av Sveriges försvarsberedskap under första världskriget. År 1907 invaldes han som ledamot av andra klassen av Kungliga Krigsvetenskapsakademien och 1914 som ledamot av första klassen.
Han var förebild till general Bäfvenhielm i Rudolf Peterssons serie 91:an Karlsson, där flera av befälen inspirerats av Peterssons egen militärtjänst i Halmstad. Mörcke är begravd på Norra begravningsplatsen utanför Stockholm.

## Utmärkelser

### Svenska utmärkelser
- Kommendör med stora korset av Svärdsorden, 18 juni 1923.[4]
- Kommendör av första klassen av Svärdsorden, 5 juni 1915.[5]
- Kommendör av andra klassen av Svärdsorden, 6 juni 1913.[6]

### Utländska utmärkelser
- Kommendör av första klassen av Brittiska imperieorden, tidigast 1921 och senast 1925.[7][8]
- Kommendör av första graden av Danska Dannebrogorden, tidigast 1921 och senast 1925.[7][8]
- Kommendör av Franska Hederslegionen, tidigast 1918 och senast 1921.[7][9]
- Riddare av andra klassen av Ryska Sankt Annas orden, senast 1915.[10]